# Station Dean
Dean is een spoorwegstation van National Rail in West Dean, Salisbury in Engeland. Het station is eigendom van Network Rail en wordt beheerd door Great Western Railway. Het station is geopend in 1847.